# Maldita Castilla
『Maldita Castilla』は、スペインのインディーゲームスタジオLocomalitoが開発し、2012年12月12日より公式サイト上での無料配信を開始したPC（Windows, Linux, macOS）、OUYA用アクションゲーム。後に新規要素を追加した上でSteamや各種家庭用ゲーム機向けに移植が行われ、『Maldita Castilla EX』、『Cursed Castilla』、『マルディタカスティーラ-ドン・ラミロと呪われた大地-』（マルディタカスティーラ ドン・ラミロとのろわれただいち）等のタイトルで発売された。

## 概要
中世スペインの一地域に存在したカスティーリャ王国（本作の日本語版では「カスティーラ王国」と呼称）を舞台とするフィクション作品。王国内に蔓延る悪魔の討伐を国王より命じられた騎士団員の一人ドン・ラミロの冒険が描かれる。物語内では、ヨーロッパ各地に伝わる神話のほか、本作と同じく中世スペインを舞台とする小説『ドン・キホーテ』や叙事詩『わがシッドの歌』などの要素が反映されている。
本作のグラフィックやゲームシステムは、1985年稼動のカプコン製アーケードゲーム『魔界村』との類似性がしばしば指摘される。作者のLocomalitoは以前の公式サイトの中で、「魔界村のようなゲームを長年恋しく思っていたため、自分で作ることにした」と語っている。また、同サイトには『魔界村』のほか『ブラックドラゴン』『虎への道』など1980年代中期頃のアーケードゲームから影響を受けたと記載されており、本作のBGMには当時のアーケードゲームで広く採用されていたヤマハのFM音源チップ「YM2203」を基にした音色が用いられている。
なお、原題の「Maldita Castilla」はスペイン語であり、日本語では「呪われたカスティーリャ」を意味するが、一部メディア等では、「Castilla」と綴りの似た「Castillo」（=城）と誤解してか「呪われた城」との訳で紹介されることがある。

## ストーリー
西暦1081年、カスティーラ王国では終わりの見えない戦いが続き、人々の間では苦しみが広がっていた。王国の若き魔女モーラも戦乱の中で恋人を失い悲しみに暮れていたところ、その嘆きを聞きつけた悪魔がモーラに接近した。モーラは悪魔に誑かされ、自身が流した涙を魔法の鍵に作り変えた。鍵を手にした悪魔は魔界へ繋がるゲートを開き大勢の悪魔を解放、これにより王国は呪われた地と化してしまった。
王国を統治するアルフォンソ6世は、4人の騎士ドン・ラミロ、ケサーダ、ドン・ディエゴ、メンドーサを王宮に呼び寄せた。そこで王から悪魔の討伐を命じられた騎士たちはチャリオットを駆り、悪魔が徘徊する市街へと向かった。

## システム
グラフィックはサイドビューで描かれ、基本的に横スクロールで進行する。各ステージは複数のエリアで構成され、ステージ最後にいるボスを倒せばステージクリアとなる。2ステージごとに、得点用アイテムなどを入手できるボーナスステージが挿入される。
道中の宝箱から手に入る武器と補助アイテムをそれぞれ1つずつ所持できる。武器は全て投擲用で、上下左右4方向を攻撃できる。
本作のエンディングは複数あり、各ステージにある「モーラのなみだ」等の特殊アイテムの取得状況や特殊イベントの閲覧状況、ゲームオーバー後にコンティニューした回数やミスした回数により分岐する。

## アイテム
武器
- ソード - 一直線上を攻撃する。ラミロの初期装備。隠しキャラクターの「みずうみのメガミ」を出現させると炎を纏い攻撃力が上昇する。
- ボーラス - ぶれた軌道で飛び一直線上を攻撃する。
- カマブーメラン - 一定距離まで飛んだあと手元に戻る。
- ハンドアックス - 放物線上を攻撃する。
- ホーリーファイア - 放物線上を攻撃する。着弾後に火柱が上がる。『Maldita Castilla EX』等の移植版（以下『EX』版）のみ。
- ダガーズ - 前方3方向の一直線上を攻撃する。『EX』版のみ。

補助アイテム
- シールド - 敵の攻撃を一回だけ無効化する。効果を発揮した後は消滅する。
- フェアリー - フェアリーがラミロの周囲を漂いながら光弾を放つ。
- 靴 - 通常よりも高くジャンプできるようになる。『EX』版ではジャンプ中にもう一度ジャンプする「2段ジャンプ」が可能となる。
- クリスタル - 通常では見えない通路が見えるようになる。
- カギ - 特定の扉を開く。一度使うとなくなる。
- スコア×2 - 敵を倒した際などに獲得する得点が2倍になる。『EX』版のみ。

その他アイテム
- ハート / 肉 - ライフが回復する。
- タイムエクステンド - 砂時計。ステージクリアまでの制限時間が少し延びる。
- インビジブル - 液体の入った瓶。一定時間無敵になる。『EX』版ではロザリオのグラフィックで表示される。
- 王冠 - ラミロの残り人数が1人増える。
- モーラのなみだ - ステージ各所に隠されている宝珠。エンディングの分岐に関係する。

## 登場モンスター
- アンデッドナイト - ベルゼブブに寝返ったため斬首された首なしの騎士。通常時は盾で防御しているため攻撃モーションに入っている時にしかダメージを与えられない。
- ザランプラ - 巨大な蛆虫の王。空中を8の字状に飛行しながら唾液を飛ばし、地中から蛆虫を次々に呼び寄せる。
- クレイジーキホーテ - 騎士道を追い求めるあまり正気を失った騎士。　通常時と炎に飛び込み火を纏った状態の2パターンで攻撃してくる。　火を纏った状態の時しか攻撃を受け付けない。
- ツーヘッドバルチャー - 双頭の巨大な鷲。チャリオットで移動する途中の4人を空中から時折急降下し襲ってくる。ケサーダはこの襲撃で必ず殺害され、防ぐことはできない。
- ヌベール - 天候を操り雷や竜巻を呼び寄せる魔法使い。
- マンティコア - 老人の顔にライオンの体、サソリの尾をもつ怪物。　ジャンプしながら5方向に火球を飛ばして攻撃してくる
- トラスカ　- 巨大な亀の怪物。火球を飛ばして攻撃してくる。　倒すと小さな亀になって逃げていく。
- ブゥ - 松明を持ち暗い洞窟を照らすと見せかけて罠のある部屋に誘導する。　積極的に攻撃してこないが吊り天井が下り切るまでに倒さないとミスとなる。
- ソウルガーディアン - 体当たりをしてくる多数の小さなロストソウルズを倒すとソウルガーディアンが出現。　出現と消滅をしながら不規則な軌道の光弾で攻撃してくる。
- メンドーザ - 別行動をとっている間に殺害されており、集合場所ではゾンビ化して襲ってくる。
- ドン・ディエゴ - メンドーザを倒すと同じくゾンビ化して襲ってくる。高くジャンプしながら矢を乱射してくる。
- モーラ －　ジャンプしながら蛇を投げたり火球で攻撃してくる。　一定ダメージを与えると下半身が蛇のモーラスネイクに変身し攻撃、防御とも激しくなる。倒した時点でモーラのなみだをすべて集めていないとバッドエンドとなる。
- アーマードデス - 鎧を纏った死神。　空中を浮遊しながら鎌を飛ばしてくる。
- レッドデーモンズ - ラズファレルの従僕。　高速で転がりながらの体当たりや空中を飛びながら火球を飛ばして攻撃してくる。魔界村シリーズのレッドアリーマーと酷似している。
- ラズファレル - 最終ボス。不規則な軌道の光弾や火球で攻撃してくる。倒すと大量のロストソウルズを撒き散らすエビルハートとなって襲ってくる。

### Ex版のみの登場
- ハイランデーラ - 髑髏のような頭部をもつ大蜘蛛。口から骨を吐き出して攻撃してくる。
- キャタピラー - 岩のような強固な外殻を持つ巨大な芋虫のような怪物。強制スクロールの戦闘となり、端に追い込まれると強制ミスとなる。口を開いたときに出てくる赤いコアが弱点。
- パンデモニウム - 胴体が鳥かごのようになっている生物。倒すとと半分に割れて中にある緑色の球体が攻撃するたびに増えていく。
- ドラガルダバズ - 見上げるほどの巨体を誇る醜悪な巨人。両腕を振り下ろして攻撃してくるが、その両腕が弱点。